# کمال الصلیبی
کمال الصلیبی (عربی: كمال سليمان الصليبي)؛ (زاده: ۲ می ۱۹۲۹ – درگذشته: ۱ سپتامبر ۲۰۱۱) استاد تاریخ لبنانی است که در بیروت زاده شد. وی به پژوهش و بررسی حوادث تاریخی لبنان و کشورهای عربی و همین‌طور تاریخ تورات و انجیل پرداخت و رئیس اداره تاریخ و علوم آثار باستانی در دانشگاه آمریکایی بیروت بود. در آخرین ایام زندگی تا سپتامبر ۲۰۱۱ به عنوان استاد دانشگاه مشغول بکار شد و از مؤسسین دانشکده پادشاهی برای بررسی‌های دینی بود.

## سیر زندگی
کمال سلیمان الصلیبی اهل بحمدون در جیل لبنان است و در سال ۱۹۲۹ در یک خانواده مسیحی پروتستان زاده شد. تحصیلات دبیرستانی خودش را در دانشکده عمومی که بعدها به دانشکده بین‌المللی تغییر نام پیدا کرد در بیروت به پایان رساند و لیسانس خودش را از دانشگاه آمریکایی بیروت در رشته علوم سیاسی دریافت کرد. سپس برای اخذ دکترای تاریخ خاورمیانه و آفریقا به لندن رفت و تحت نظارت پروفسور برنارد لویس ادامه تحصیل داد. وی در دانشگاه آمریکایی بیروت در زمینه پژوهش‌های عربی بعنوان یک استاد مشغول بکار شد بنحوی که یکی از ستون‌های اصلی اداره تاریخ و علوم آثار باستانی در کنار نقولازیاده و زین زین بود. در سال ۱۹۹۴ از دانشگاه آمریکایی بیروت بازنشسته شد و به درخواست امیر حسن بن طلال، دانشکده پادشاهی برای پژوهش‌های مذهبی را در عمان اردن بنیانگذاری نمود و بعنوان مدیر آن از ۱۹۹۴ تا ۲۰۰۴ مشغول بکار شد و تا زمان درگذشت مشاور آثار باستانی بود.

## برخی از آثار
- ۱۹۶۵ تاریخ لبنان جدید
- ۱۹۷۶ نقطه اتصال جنگ‌های داخلی، لبنان ۱۹۵۸–۱۹۷۶.
- ۱۹۷۹ سرزمین شام در قرن‌های گسترش اسلام
- ۱۹۸۰ تاریخ جزیره العرب
- ۱۹۸۵ تورات از جزیره العرب آمده‌است
- ۱۹۸۸ اسرار پنهان تورات و مردم بنی اسرائیل
- ۱۹۹۱ جنگ‌های داود
- ۱۹۹۳ تاریخ جدید اردن
- ۲۰۰۲ پرنده ای بر روی شاخه بلوط: جدیدترین اثر ادبی که زندگی و حیات خودش را در آن به رشته تحریر درآورده است.[۶]